# Аюб Уфкір
Аюб Уфкір (нід. Ayoub Oufkir; нар. 4 січня 2006) — нідерландський футболіст, вінгер клубу «Спарта» (Роттердам).

## Клубна кар'єра
Вихованець роттердамської «Спарти». 14 жовтня 2023 року дебютував за резервну команду в матчі Тведедивізі проти «Нордвейка». 15 серпня 2024 року підписав з клубом свій перший професіональний контракт, що розрахований до 2027 року.
17 серпня 2024 року дебютував в основному складі «Спарти» в матчі Ередивізі проти «Твенте», вийшовши на заміну Мохамеду Нассо та віддавши результативну передачу. 31 жовтня 2024 року в поєдинку Кубка Нідерландів проти «Геркулеса» забив свій перший гол у професіональній кар'єрі.

## Кар'єра в збірній
Народився у Нідерландах та має марокканське походження. Виступав за збірну Нідерландів до 19 років. 25 березня 2025 року в матчі кваліфікації до юнацького чемпіонату Європи 2025 проти збірної Чехії оформив покер.
В травні 2025 року потрапив в заявку збірної до 19 років на юнацький чемпіонат Європи в Румунії. На турнірі провів п'ять матчів, відзначившись дублем проти збірної Німеччини, а його команда вперше в історії стала переможцем чемпіонату Європи в цій віковій категорії.

## Статистика виступів
Станом на 9 серпня 2025
| Клуб               | Сезон             | Чемпіонат         | Чемпіонат | Чемпіонат | Кубок | Кубок | Єврокубки | Єврокубки | Інші  | Інші | Всього | Всього |
| Клуб               | Сезон             | Дивізіон          | Матчі     | Голи      | Матчі | Голи  | Матчі     | Гол       | Матчі | Голи | Матчі  | Голи   |
| ------------------ | ----------------- | ----------------- | --------- | --------- | ----- | ----- | --------- | --------- | ----- | ---- | ------ | ------ |
| Йонг Спарта        | 2023–24           | Тведедивізі       | 15        | 0         | –     | –     | –         | –         | 2     | 0    | 15     | 0      |
| Йонг Спарта        | 2024–25           | Тведедивізі       | 12        | 9         | –     | –     | –         | –         | –     | –    | 14     | 9      |
| Йонг Спарта        | Всього            | Всього            | 27        | 9         | 0     | 0     | 0         | 0         | 2     | 0    | 29     | 9      |
| Спарта (Роттердам) | 2024–25           | Ередивізі         | 6         | 0         | 2     | 1     | –         | –         | –     | –    | 8      | 1      |
| Спарта (Роттердам) | 2025–26           | Ередивізі         | 1         | 0         | 0     | 0     | –         | –         | –     | –    | 1      | 0      |
| Спарта (Роттердам) | Всього            | Всього            | 7         | 0         | 2     | 1     | 0         | 0         | 2     | 0    | 9      | 1      |
| Всього за кар'єру  | Всього за кар'єру | Всього за кар'єру | 34        | 9         | 2     | 1     | 0         | 0         | 2     | 0    | 38     | 10     |

## Досягнення
Збірна Нідерландів (до 19)
- Переможець юнацького чемпіонату Європи (до 19 років): 2025[17]